# Elsa (chanson)
Pour les articles homonymes, voir Elsa.
Elsa  est un poème de Louis Aragon et une chanson de Léo Ferré éditée en 1961 par les disques Barclay dans l'album Les Chansons d'Aragon.

## Poème et chanson
Elsa est un poème lyrique d'Aragon sur le thème de l'amour, écrit pour Elsa Triolet sa muse et son épouse, et créé juste après la Seconde guerre mondiale Il est extrait d'un poème « L'amour qui n'est pas un mot » qui comporte neuf strophes paru dans Le Roman inachevé en 1956
Léo Ferré lit le Roman inachevé dès sa parution et fait alors la rencontre d'Aragon ; il se rend souvent chez lui et Elsa, rue de Varennes De cette fréquentation, et d'Aragon qui dit avec justesse que la « mise en chanson d'un poème est une forme supérieure de la critique, car créatrice »  vont naître les chansons d'Aragon chantées par Ferré.

### Reprises
Elsa est reprise par Catherine Sauvage.